# Veliki Kal (Mirna Peč, Slovenija)
Veliki Kal je naselje u slovenskoj Općini Mirnoj Peči. Veliki Kal se nalazi u pokrajini Dolenjskoj i statističkoj regiji Jugoistočnoj Sloveniji. 

## Stanovništvo
Prema popisu stanovništva iz 2002. godine naselje je imalo 73 stanovnika.